# Рокка-ди-Медзо
Ро́кка-ди-Ме́дзо, Рокка-ди-Меццо (итал. Rocca di Mezzo) — коммуна в Италии, расположена в регионе Абруццо, подчиняется административному центру Л’Акуила.
Население составляет 1547 человек (на 2005 г.), плотность населения составляет 17,79 чел./км². Занимает площадь 86,95 км². Почтовый индекс — 67048. Телефонный код — 0862.
Покровителем населённого пункта считается святой Леуций. Праздник ежегодно празднуется 11 января.